# Buriram United Football Club
Buriram United Football Club (Tailandês: สโมสรฟุตบอลบุรีรัมย์ ยูไนเต็ด), anteriormente chamado de Provincial Electricity Authority Football Club, é um clube de futebol da Tailândia, sediado na província de Buri Ram. O clube compete na Thai Premier League, principal competição de clubes de futebol no país. Foi fundado em 1970 e seu estádio atual é New i-mobile Stadium, que tem uma capacidade para 32.600 pessoas.
O Buriram United conquistou o seu primeiro título na Thai Premier League em 2008 e da Kor Royal Cup em 1998, como PEA FC (Provincial Electricity Authority Football Club). O clube anteriormente era sediado em Ayutthaya, antes de se mudar para o leste, mais especificamente para Buriram, na temporada de 2010. Na temporada de 2011, o Buriram PEA conquistou a tríplice coroa (Thai Premier League, Thai FA Cup e Thai League Cup) na Tailândia.
Na temporada de 2023–24, o clube chegou ao tricampeonato na competição nacional, sendo comandado pelo treinador Jorginho.

## Títulos
- Thai League 1:[2]  11 (2008, 2011, 2013, 2014, 2015, 2017, 2018, 2021–22, 2022–23, 2023–24, 2024–25)
- Thai FA Cup: 7 (2011, 2012, 2013, 2015, 2021–22, 2022–23, 2024–25)
- Thai League Cup: 8 (2011, 2012, 2013, 2015, 2016, 2021–22, 2022–23, 2024–25)
- Kor Royal Cup: 4 (1988, 1991, 1992, 2000)
- Campeonato de Clubes da ASEAN: 2024–25[3]

Nota 1: O clube eternizou a camisa 12 aos torcedores.
Jogadores com dupla nacionalidade
- Javier Patiño
- Andrés Túñez

## Elenco atual
Atualizado em 1º de junho de 2025.
- : Capitão

Nota: Bandeiras indicam equipe nacional, conforme definido pelas regras de elegibilidade da FIFA. Os jogadores podem ter mais de uma nacionalidade não-FIFA.
| N.º |               | Posição | Jogador                       |
| --- | ------------- | ------- | ----------------------------- |
| 2   | Tailândia     | D       | Sasalak Haiprakhon            |
| 3   | Tailândia     | D       | Pansa Hemviboon               |
| 4   | Alemanha      | D       | Robert Bauer                  |
| 5   | Tailândia     | D       | Theerathon Bunmathan          |
| 6   | Austrália     | D       | Curtis Good                   |
| 7   | Brasil        | A       | Guilherme Bissoli             |
| 8   | Tailândia     | M       | Ratthanakorn Maikami          |
| 9   | Tailândia     | A       | Supachai Chaided              |
| 10  | Tailândia     | A       | Suphanat Mueanta              |
| 11  | Tailândia     | M       | Pathompol Charoenrattanapirom |
| 13  | Filipinas     | G       | Neil Etheridge                |
| 14  | Indonésia     | D       | Sandy Walsh                   |
| 15  | Tailândia     | D       | Narubadin Weerawatnodom       |
| 16  | Tailândia     | M       | Kenny Dougall                 |
| 17  | Singapura     | A       | Ilhan Fandi                   |
| 18  | Tailândia     | M       | Athit Berg                    |
| 20  | Indonésia     | D       | Shayne Pattynama              |
| 22  | Coreia do Sul | D       | Ko Myeong-seok                |
| 23  | Sérvia        | M       | Goran Čaušić                  |

| N.º |            | Posição | Jogador                   |
| --- | ---------- | ------- | ------------------------- |
| 24  | Tailândia  | D       | Elias Dolah               |
| 25  | Sérvia     | A       | Nemanja Nikolić           |
| 27  | Tailândia  | M       | Phitiwat Sukjitthammakul  |
| 29  | Tailândia  | G       | Korraphat Nareechan       |
| 30  | Montenegro | D       | Filip Stojković           |
| 32  | Áustria    | M       | Robert Žulj               |
| 33  | Tailândia  | M       | Thanakrit Chotmuangpak    |
| 34  | Tailândia  | G       | Chatchai Budprom          |
| 44  | Áustria    | M       | Peter Žulj                |
| 50  | Tailândia  | D       | Singha Marasa             |
| 54  | Tailândia  | A       | Nathakorn Ratthanasuwan   |
| 55  | Espanha    | D       | Juan Ibiza                |
| 70  | Tailândia  | M       | Jirapong Puengviravong    |
| 75  | Tailândia  | D       | Shinnaphat Leeaoh         |
| 76  | Tailândia  | G       | Phumworraphon Wannabutr   |
| 82  | Tailândia  | D       | Thanison Paiboonkitjaroen |
| 88  | Tailândia  | M       | Dutsadee Buranajutanon    |
| 98  | Tailândia  | G       | Anut Samran               |
| 99  | Sérvia     | A       | Fejsal Mulić              |